# 1923년 전국체육대회 폐막식
1923년 전국체육대회 폐막식은 일제강점기 조선 경기도 경성부에서 개최된 1923년 전국체육대회의 폐막식이다. 1923년 5월 19일, 1923년 10월 17일, 1923년 12월 8일에 배재고등보통학교 운동장에서 진행되었다. 1923년 전국체육대회가 각 종목별로 대회가 별도로 개최되었기 때문에 폐막식은 각 종목별로 따로 진행되었다.

## 폐막식

### 야구

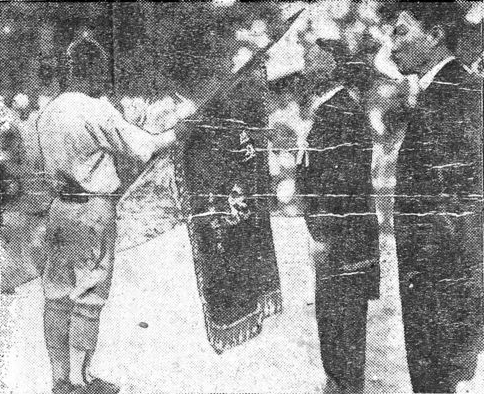
야구 중학부 남자 종목에서 우승한 휘문고등보통학교 야구단에게 우승기를 수여하는 모습

1923년 5월 19일에 야구 종목 결승 경기가 끝난 후 19시부터 우승기 수여식이 진행되었다. 야구 중학부 남자 종목에서 우승한 휘문고등보통학교 야구단과 야주 청년부 남자 종목에서 우승한 중앙체육단 야구단에게 우승기를 수여한 후, 휘문고등보통학교 야구단에게 후원사인 동아일보가 특별 제작한 우승기를 수여했다. 우승기를 수여받은 선수단은 악대를 선두에 두고 장내를 한 번 돌며 기념 행사를 진행한 후 19시 30분경에 폐막 행사가 종료되었다.

### 정구
1923년 10월 17일 16시 30분에 야구 청년부 남자 단체 결승 경기가 종료된 후 우승기 우여식이 진행되었다. 3회 연속 우승을 달성한 금강구락부 정구단에게 우승기를 영구히 소유할 권리를 수여했다.

### 축구
1923년 12월 8일에 야구 청년부 남자 결승 경기가 종료된 후 조선체육회 회장인 최린이 청년부에서 우승한 조선불교청년회 축구단, 중학부에서 우승한 배재고등보통학교 축구단, 소학부에서 우승한 광성보통학교 축구단에게 각각 우승기를 수여했다.

## 참고 문헌
- “대한체육회 국내종합경기대회”. 대한체육회.
- “제4회 전국체육대회”. 대한체육회.
- 《대한체육회 50년》. 대한체육회. 1970. 2020년 11월 8일에 원본 문서에서 보존된 문서. 2022년 11월 5일에 확인함.
- 《대한체육회 70년사》. 대한체육회. 1990. 2020년 11월 8일에 원본 문서에서 보존된 문서. 2022년 11월 5일에 확인함.
- 《대한체육회 90년사》. 대한체육회. 2011. 2020년 11월 8일에 원본 문서에서 보존된 문서. 2022년 11월 5일에 확인함.
- 대한체육회 100주년 기념사업부 (2020). 《대한민국 체육 100년》. 대한체육회.
- 《대한민국 체육 100년 Ⅰ 통사 (민족과 함께 한 대한민국 체육 100년)》. 대한체육회. 2020.
- 《대한민국 체육 100년 Ⅱ 민족의 구심체, 조선체육회 (1920~1945)》. 대한체육회. 2020.
- 《대한민국 체육 100년 Ⅲ 세계를 향한 도전 (1945~1980)》. 대한체육회. 2020.
- 《대한민국 체육 100년 Ⅳ 스포츠로 꽃피운 대한민국 (1981~2000)》. 대한체육회. 2020.
- 《대한민국 체육 100년 Ⅴ 스포츠강국을 넘어 선진국으로(2001~2020)》. 대한체육회. 2020.

## 같이 보기
- 1923년 전국체육대회
- 1923년 전국체육대회 개막식